# Académie militaire du Pakistan
L'Académie militaire du Pakistan ou Académie militaire de Kakul (en ourdou : پاکستان ملٹری اکیڈمی) est une académie militaire destinée aux officiers supérieurs de l'armée pakistanaise, la plus réputée du pays. Elle se trouve à Kakul, à proximité de la ville d'Abbottabad dans la province de Khyber Pakhtunkhwa au Pakistan, dans un lieu stratégique pour le pouvoir militaire.
Créée le 14 octobre 1947, l’Académie militaire offre une formation de deux ans à plus de 600 officiers des forces armées pakistanaises et pour certains pays alliés du Pakistan. Elle est équivalente à l'Académie royale militaire de Sandhurst, l'École spéciale militaire de Saint-Cyr ou l'Académie militaire de West Point.

## Localisation

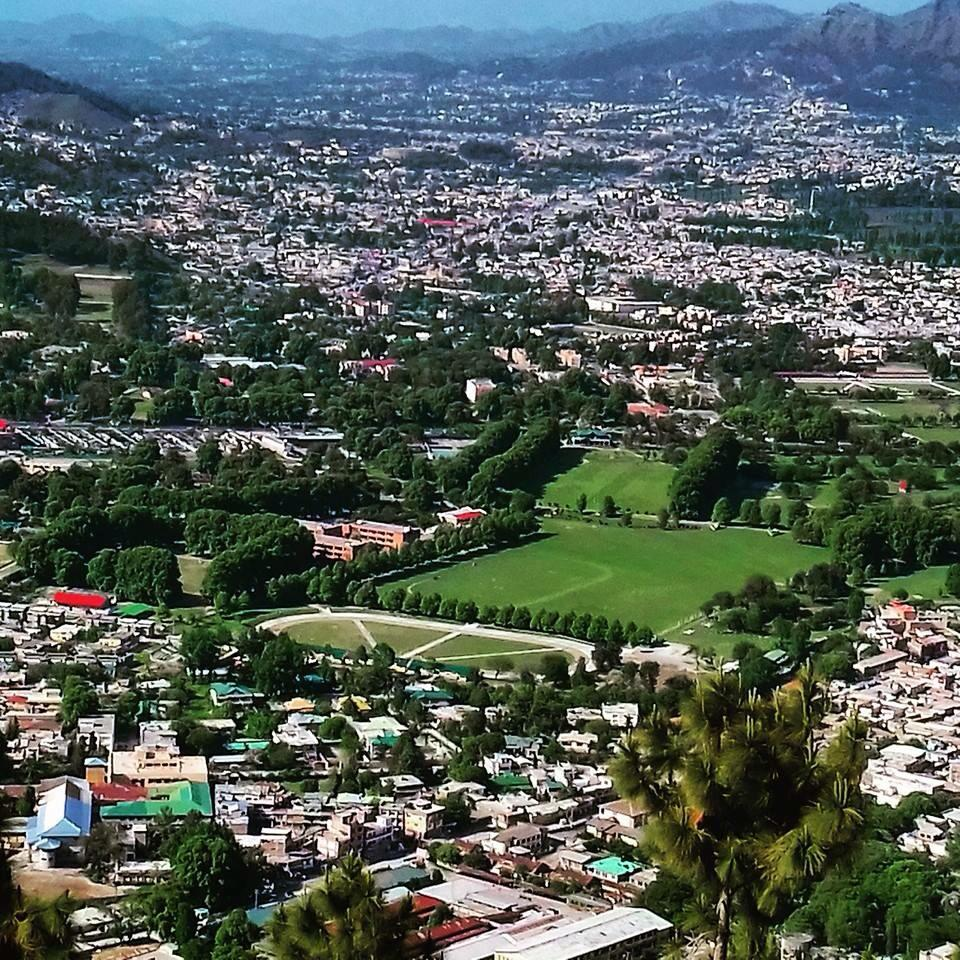
Vue de la ville d'Abbottabad.

L'académie militaire du Pakistan est située à Kakul, une zone rurale se trouvant à seulement cinq kilomètres au nord-est de la ville d'Abbottabad, dans le district du même nom. Elle se trouve dans la province de Khyber Pakhtunkhwa, dans le nord-ouest du Pakistan. La ville a d'ailleurs été fondée en 1853 par le major anglais de l'Inde britannique James Abbott. Elle est alors une garnison de la Compagnie anglaise des Indes orientales et la ville a toujours été liée avec les forces militaires, comptant plusieurs autres institutions de l'armée pakistanaise. 
Cette localisation est particulièrement stratégique, étant située sur la route du Karakorum, qui mène à la région contestée du Cachemire et aux pieds des chaines de montagnes de l'Himalaya. C'est par ailleurs un point touristique apprécié pour ses paysages et un lieu de villégiature des officiers pakistanais de haut-rang, notamment de généraux à la retraite. Elle se trouve de plus à moins de soixante-dix kilomètres au nord du quartier-général de l'armée pakistanaise à Rawalpindi, de la capitale fédérale Islamabad et des importantes industries militaires de Wah.

## Histoire

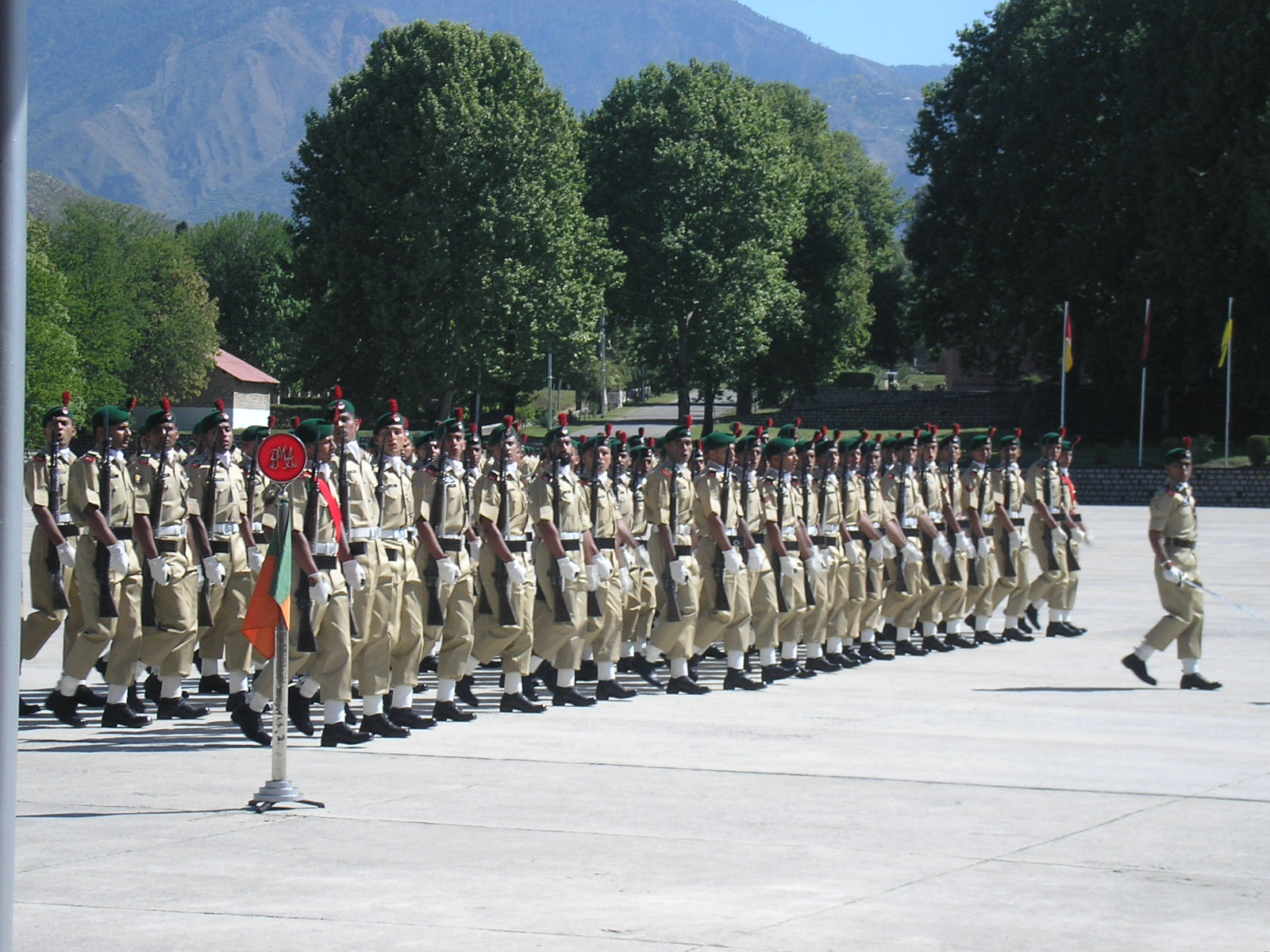
Parade à l'académie militaire, en 2007.

L'académie militaire de Kakul a été instituée le 14 octobre 1947, à peine deux mois après la création du Pakistan le 14 août 1947, dans les faubourgs nord d'Abbottabad. Elle compte alors à peine plus d'une centaine de cadets et est créée sur décision du Premier ministre Liaquat Ali Khan avec l'aide de l'officier britannique Francis Ingall. La ville d'Abbottabad a d'ailleurs été fondée à partir d'une garnison militaire datant de la Compagnie anglaise des Indes orientales. Le 25 janvier 1948, le premier bataillon de l'armée pakistanaise est créé dans l'académie. Celui-ci est passé en revue en mars 1948 par Khawaja Nazimuddin, qui remplace le père de la nation Muhammad Ali Jinnah dont la santé est déclinante.
En décembre 1965, un deuxième bataillon de quatre compagnies est créé dans l'académie de Kakul qui est par ailleurs agrandie, dans le contexte de la deuxième guerre indo-pakistanaise. Un troisième bataillon est institué en 1989 et un quatrième est inauguré en 2016 par le chef de l'armée Raheel Sharif. L'armée fait alors face à des besoins en officiers militaires dans le contexte de l'insurrection islamiste et de la création d'une division chargée de sécuriser le corridor économique Chine-Pakistan.

## Rôle
L'académie de Kakul est l’académie militaire la plus réputée du pays, à l'instar de l'Académie royale militaire de Sandhurst, l'École spéciale militaire de Saint-Cyr ou l'Académie militaire de West Point. Elle est destinée à former des officiers militaires de haut-rangs et à leur fournir une éducation supérieure. Ainsi, l'institution compte une faculté qui délivre des cours en mathématiques, physique, informatique, sciences politiques, histoire et économie notamment. Elle forme aussi ses recrues à la doctrine militaire pakistanaise, le site officiel de l'armée indiquant transmettre les valeurs de « discipline, honneur et patriotisme ». L'académie comprend aussi des entrainements physiques dans plusieurs disciplines,. 
L'académie militaire forme près de 650 cadets chaque année au sein de ces quatre bataillons. Parmi eux, on compte des officiers de pays alliés au Pakistan, notamment des cadets de l'armée de l'Arabie saoudite. Six cadets de l'armée nationale afghane ont également rejoint l'académie en 2015, malgré les tensions entre les deux pays.